# Клавьер, Этьенн
Этьенн Клавьер (фр. Étienne Clavière; 27 января 1735, Женева — 8 декабря 1793, Париж) — женевский и французский политический деятель.

## Биография
Был городским советником в Женеве; переселясь во Францию, был сотрудником Мирабо. В марте 1792 жирондисты настояли на его назначении министром финансов, вместе с Роланом, Серваном и др., в так называемом «патриотическом министерстве»; в июне это министерство было расформировано. Клавьер примкнул к борьбе против Парижской коммуны и монтаньяров и был вовлечён в гибель Жиронды.
Когда 8 декабря 1793 его пригласили в революционный трибунал, он лишил себя жизни. Жена его отравилась через два дня после его смерти. В мемуарах графа Беньо (Beugnot), изданных в 1866, описаны его последние минуты.

## Труды Клавьера
- 1788 — Этьенн Клавьер опубликовал «Проспект относительно введения пожизненного страхования», в котором изложил доктрину социального страхования наемных работников, где он, в частности, предлагал ввести по установлению правительства и под его опекой и надзором пожизненное страхование рабочих с помощью страхования массовых социальных рисков[4].
- «Foi publique envers les créanciers de l'état» (1789),
- «Correspondance de C. et du général de Montesquiou touchant la campagne devant Génève» (1792).